# کوسکوس خالدار چشم‌آبی
کوسکوس خالدار چشم‌آبی (نام علمی: Spilocuscus wilsoni) نام یک گونه از سرده کوسکوس‌های خال‌دار است.